# 20098 Shibatagenji
20098 Shibatagenji è un asteroide della fascia principale. Scoperto nel 1994, presenta un'orbita caratterizzata da un semiasse maggiore pari a 2,7793079 UA e da un'eccentricità di 0,1679475, inclinata di 10,29282° rispetto all'eclittica.